# Bekarakara
Bekarakara (ou Barombi Bekarakara) est une localité du Cameroun, située dans l'arrondissement de Bamusso, le département du Ndian et la Région du Sud-Ouest.

## Population
Lors du recensement national de 2005, Bekarakara comptait 4 habitants.
Une étude de terrain de 2011 y a dénombré 16 personnes, principalement des Barombi.